# Mortal Kombat: Unchained
Mortal Kombat : Unchained (communément abrégé MK:U) est un jeu vidéo de combat, de la série Mortal Kombat. Il est similaire à Mortal Kombat : Mystification et est sorti uniquement sur PSP.

## Les modes dans Mortal Kombat Unchained
Le mode arcade : Jouer à la version arcade .
Le mode endurance : Vous  kombattrez tour à tour chaque personnage disponible en un round.
Le mode entraînement : Faite des entraînements.
Le mode kombat sur l'échiquier : Un jeu d’échecs façon Mortal Kombat.
Le mode kombat de puzzle :Un jeu de puzzle façon Mortal Kombat
Le mode Konquête : Raconte l'histoire de Mortal Kombat Unchained.
Le mode MK sans fil : Kombatter avec un(e) ami(e).
La Krypte : Acheter des cercueils à ouvrir pour en révéler le kontenu secret.
Kontenu : Cette option kontenu est pour voir les objets débloqués dans la krypte.

## Les personnages de Mortal Kombat Unchained
Ashrah,
Baraka,
Blaze,
Bo' Rai Cho, 
Dairou,
Darrius,
Ermac,
Frost,
Goro,
Havik,
Hotaru,
Jade,
Jax,
Kabal,
Kenshi,
Kira,
Kitana,
Kobra,
Li Mei,
Liu Kang,
Mileena,
Nightwolf, 
Noob Saibot/Smoke,
Raiden,
Scorpion,
Shao Kahn,
Shujinko,
Sindel,
Sub-Zero,
Tanya,
Onaga (Boss)